# Quản đốc thành phố
Quản đốc thành phố (tiếng Anh: city manager) là một viên chức được bổ nhiệm giữ vai trò như một người quản lý hành chính của một thành phố có hình thức chính quyền hội đồng-quản đốc. Các viên chức địa phương phục vụ trong chức vụ này đôi khi được xem như một tổng giám đốc (CEO) hay viên chức hành chính trưởng (CAO) tại một số khu tự quản. Tuy nhiên, về ý nghĩa thực tế, thuật từ "quản đốc", khác với chức vụ "viên chức hành chính trưởng", ám chỉ đến thẩm quyền độc lập và tự do hơn như đã được ghi rõ trong hiến chương hay bộ phận luật nào đó, khác với các bổn phận và trách nhiệm được giao phó theo căn bản khác nhau từ một người có chức vụ cao hơn, ví dụ là thị trưởng.

## Lịch sử
Đa số các nguồn truy tìm cho thấy thành phố Staunton, Virginia là nơi đầu tiên có quản đốc thành phố vào năm 1908. Một trong số các thành phố đầu tiên thuê mướn một quản đốc thành phố là Sumter, South Carolina (1912) và Dayton, Ohio (1914). Cuộc họp "Hội Quản đốc Thành phố" đầu tiên gồm 8 quản đốc là vào tháng 12 năm 1914. Quản đốc thành phố, hoạt động dưới hình thức chính quyền hội đồng-quản đốc, được lập ra một phần để kéo chính quyền thành phố ra khỏi quyền lực của các đảng chính trị, và đặt sự quản lý thành phố vào tay của một chuyên gia từ bên ngoài đến. Người này thường là một kỹ sư hay giám đốc thương nghiệp với hy vọng rằng quản đốc thành phố sẽ luôn trung lập với nền chính trị thành phố.
Vào cuối đầu thế kỷ 20, khoảng 45 thành phố tại Hoa Kỳ sử dụng hình thức chính quyền quản đốc thành phố.

## Trách nhiệm
Với tư cách là viên chức hàng đầu được bổ nhiệm trong thành phố, quản đốc thành phố thường thường có trách nhiệm đối với đa số nếu không phải là tất cả các hoạt động hành chính hàng ngày của khu tự quản.
Một trong số các vai trò, trách nhiệm, và quyền lực của một quản đốc thành phố gồm có:
- Giám sát các hoạt động hàng ngày của các sở và nhân viên của thành phố, trực tiếp và thông qua các lãnh đạo sở;
- Trông coi tất cả các vụ thuê mướn, sa thải, kỷ luật và đình chỉ nhân viên;
- Dự toán, theo dõi, và thực thi ngân sách thành phố trong đó gồm có việc nộp ngân sách đề nghị lên hội đồng thành phố để được xem xét và chấp thuận;
- Làm cố vấn kỹ thuật chính cho hội đồng thành phố về toàn bộ các hoạt động của chính quyền thành phố;
- Quan hệ công chúng như họp với công dân, nhóm công dân, thương nghiệp... (sự hiện diện của một thị trưởng có thể thay đổi chức năng này chút ít);
- Điều hành thành phố với hiểu biết một cách nghiệp vụ để làm sao tất cả các chức năng thành phố hoạt động cùng với nhau cho có hiệu quả nhất;
- Dự tất cả các cuộc họp hội đồng thành phố nhưng không có quyền biểu quyết
- Các nhiệm vụ khác có thể được hội đồng thành phố giao phó[5][6]

Trách nhiệm có thể khác nhau tùy theo các điều khoản ghi trong hiến chương thành lập thành phố, luật lệ tiểu bang và luật lệ địa phương. Ngoài ra, nhiều tiểu bang như các tiểu bang New Hampshire và Missouri, có pháp điển hóa thành luật các chức năng tối thiểu mà một quản đốc thành phố phải thực thi.

## Tóm lược
Trong những năm nghiệp vụ đầu tiên, đa số các quản đốc xuất thân từ các cấp chuyên gia kỹ thuật. Ngày nay, nền tảng và giáo dục bắt buộc và tiêu biểu đối với một quản đốc thành phố mới khởi nghiệp là cấp bằng thạc sĩ quản lý công và ít nhất phải có một số năm kinh nghiệm làm giám đốc sở tại thành phố hay một trợ tá quản đốc. Tính đến năm 2005, hơn 60% các quản đốc nhà nghề có bằng thạc sĩ quản lý công hay cấp bằng có liên quan cao hơn.
Thời gian phục vụ trung bình của một quản đốc thành phố hiện nay là 7–8 năm và tăng dần theo năm tháng. Thời gian phục vụ có chiều hướng ít hơn tại các cộng đồng nhỏ hơn và nhiều hơn tại các cộng đồng lớn hơn và cũng có chiều hướng thay đổi khác nhau tùy thuộc vào từng vùng của quốc gia.
Lương bổng của quản đốc thành phố thường cao hơn các chức vị quan chức thành phố khác, kể cả thị trưởng. Theo thăm dò năm 2009 của Hội Quản lý Thành phố/Quận Quốc tế (International City/County Management Association), lương trung bình của quản đốc thành phố là 106.408 USD trong khi lương cho chức vụ dân cử cao nhất (thường là thị trưởng) chỉ là 51.918 USD.